# Boldklubben 1901
Nykøbing Falster Boldklub af 1901 (eller B.1901) är en dansk fotbollsklubb i Nykøbing Falster, som grundades den 8 november 1901. Den 1 juli 1994 bildade en överbyggnad med närliggande klubb B.1921 under namnet Lolland-Falster Alliancen. Den 1 januari 2006 fick elitöverbyggnaden sitt nuvarande namn; Lolland-Falster Alliancen.
B.1901 var 1973 och 1983 i danska cupfinalen men förlorade första gången mot Randers Freja och tio år efter mot Odense Boldklub. Klubben var en av Danmarks bästa på 1910- och 1920-talen och var tvåa i det danska mästerskapet; 1913, 1919, 1920, 1922 och 1926 samt trea: 1917, 1921, 1924 och 1925. 
B.1901 deltog i Messebycupen 1970/71 där man förlorade, 2-4 och 1-4, mot Hertha Berlin. Trots förlusten i pokalfinalen fick man ändå spela i Cupvinnarcupen 1983/1984 då segrarna Odense Boldklub även vann mästerskapet. B.1901 förlorade, 1-5, 2-4, mot det sovjetiske laget Shakhtyor Donetsk

## Kända spelare
- Morten Olsen
- Biri Biri